# 德義站
德義地鐵站（英語：Teck Ghee MRT station，代號CR12）是一個未來的新加坡地鐵跨島線的地下車站，位於宏茂橋與碧山規劃區的交界。

## 歷史
德義地鐵站在2019年1月25日正式作為跨島線第一期對外公佈。工程將在2020年開工，並在2030年完工。